# Собуцький Олег Михайлович
Олег Михайлович Собу́цький (нар. 24 січня 1972) — український підприємець, футбольний функціонер, волонтер, учасник російсько-української війни. Співвласник ТзОВ «Агробізнес», засновник, президент і почесний президент ФК «Агробізнес» Волочиськ. Віцепрезидент ФФУ/УАФ.

## Життєпис

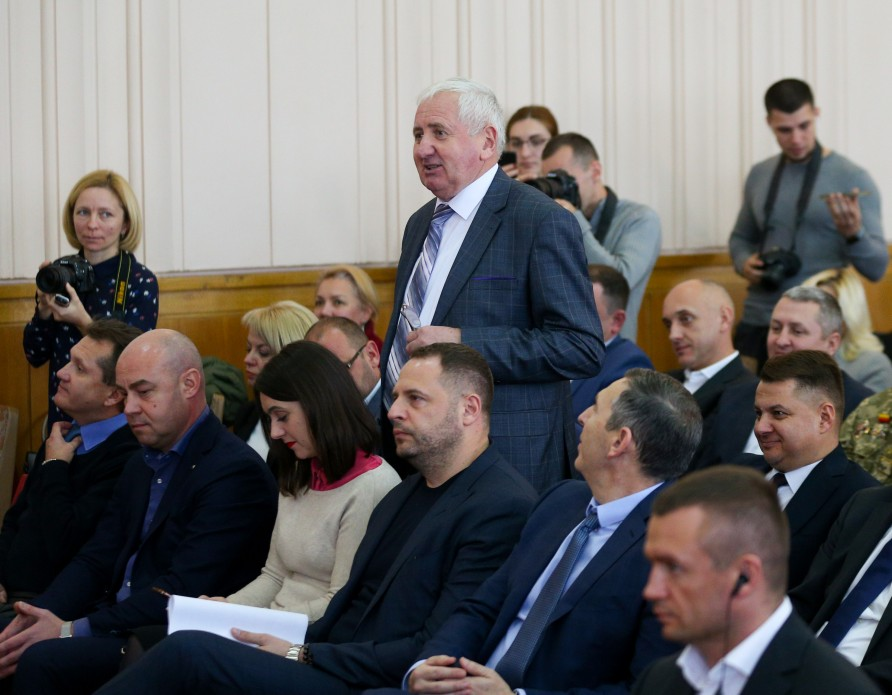
Олег Собуцький під час поїздки В. Зеленського

Олег Собуцький народжений 24 січня 1972 року.
31 липня 2000 року в селі Токах Підволочиського району було зареєстровано ТзОВ «Агробізнес». Співзасновниками й кінцевими бенефіціарами компанії є Олег Собуцький та Олексій Коваль.
З 2014 року активно допомагає Збройним силам України, займається волонтерством. Активний учасник Революції гідності.
У грудні 2015 року за його ініціативою у Волочиську створили футбольний клуб «Агробізнес». Це відбулося після того, як головна футбольна команда району «Збруч» (Волочиськ) припинила існування. ФК «Агробізнес» мав її замінити, не будучи при цьому правонаступником «Збруча». Куратором нового ФК, а пізніше — його президентом став співзасновник генерального спонсора команди — ТОВ «Агробізнес».
16 червня 2017 року Олега Собуцького, спонсора та президента Асоціації ветеранів футболу України, обрали віцепрезидентом Федерації футболу України (ФФУ). Пропозицію президентові «Агробізнесу» зробили члени Виконкому ФФУ, які й висунули його кандидатуру на голосування.
З лютого 2022 року добровільно мобілізувався до Збройних сил України, проходить службу в полку спеціального призначення. Брав участь у бойових діях на території Київської, Чернігівської, Сумської, Херсонської, Миколаївської, Донецької, Луганської та Запорізької областей, під час виконання бойових завдань кілька разів отримував поранення, після лікування повертався в стрій.

## Нагороди
За особисту мужність і героїзм, виявлені у захисті державного суверенітету та територіальної цілісності України під час російсько-української війни відзначений — нагороджений:
02 березня 2015 року – відзначений  нагрудним знаком «За заслуги перед Збройними Силами України».
17 лютого 2016 року – нагороджений відзнакою Президента України «За гуманітарну участь в антитерористичній операції».
05 серпня 2022 року – нагороджений відзнакою Президента України «За оборону України».
15 вересня 2023 року – відзначений почесним нагрудним знаком Головнокомандувача ЗСУ «Срібний хрест».
27 листопада 2024 року – нагороджений орденом «За мужність» ІІІ ступеня. 